# Callitomis mjobergi
Callitomis mjobergi là một loài bướm đêm thuộc phân họ Arctiinae, họ Erebidae.